# 里克·瑞斯克拉
里克·瑞斯克拉（英語：Rick Rescorla，1939年5月27日—2001年9月11日），美國英裔移民，生於英格蘭，英國陸軍退伍軍人及美國陸軍退役上校，曾经参加越南战争，在德浪河谷戰役中擔任排長。里克·瑞斯克拉退役后加入添惠公司负责安保工作，官至安保副總裁。
1988年泛美航空103號班機航經蘇格蘭遭劫持引爆，里克·瑞斯克拉便擔心世界貿易中心遭恐怖攻擊。里克·瑞斯克拉邀請反恐專家丹希爾至世貿中心參觀並且評估該處的安全狀況，進而推測可能的恐攻方式及受襲位置。那一年，瑞斯克拉和希爾向該場地的持有方紐約與紐澤西港務局寫了一份報告，堅持停車場需要加強安全保障。他們的建議實施起來成本高昂，未被採納。
1993年世界贸易中心爆炸案后他提议将公司搬离世界贸易中心，没有成功，但在任內起草了高樓疏散計畫，並反覆安排員工參與訓練。1997年添惠與摩根士丹利合併，仍任安全主管。1998年瑞斯克拉受訪稱，以己身的戰爭經驗提出警告，美國在海外的軍事行動可能將招致報復。
九一一事件时，他指揮撤離摩根史坦利2000余名员工，自己留在南塔進行救援而遇难。